# دياني إس. سايكس
دياني إس. سايكس (بالإنجليزية: Diane S. Sykes)‏ هي صحفية وقاضية ومحامية أمريكية، ولدت في 23 ديسمبر 1957 في ميلواكي في الولايات المتحدة.

## وصلات خارجية
- دياني إس. سايكس على موقع إن إن دي بي (الإنجليزية)